# Los Ángeles (Malabo)
Los Ángeles ist ein Stadtteil von Äquatorialguineas Hauptstadt Malabo.
Los Ángeles ist ein zentrales, modernes Wohnviertel mit gleichförmigen Wohnhäusern. Im Norden verläuft die Calle del Rey Malabo, im Süden begrenzt der Rio Cónsul das Viertel. Im Westen liegt mit dem Mercado Central der größte Marktplatz der Stadt.
Koordinaten: 3° 44′ 54″ N, 8° 46′ 40″ O